# 1800年1月1日战斗
1800年1月1日战斗（英語：Action of 1 January 1800）是美法短暂冲突期间在莱奥甘湾戈纳夫岛（今海地近海）附近发生的海战，交战双方分别是美国海军“实验号”双桅纵帆船及其护航的四艘商船，对抗海地海盗武装驳船分舰队。
经海地革命崛起的亲法将军安德烈·里戈指示手下袭击所有经过其势力范围的非法国船只。“实验号”及其护航的商船靠近戈纳夫岛后很快遭遇海盗，经过激战，两艘美国商船被俘，“实验号”将另外两艘船送到安全港口。美方仅有“玛丽号”双桅纵帆船船长阵亡，海地海盗虽有三艘驳船沉没，大量人员伤亡，但元气未失，依然继续袭击行经此地的美国船只。这种情况一直持续到海地革命中的自治派在杜桑·卢维杜尔领导下取胜，里戈被迫下台为止。

## 背景
1791年，法属圣多明戈的奴隶叛乱，拉开海地革命序幕，当地居民很快取得政府控制权。虽然革命顺利结束法国殖民统治，但叛乱者派系众多，山头林立，各方很快爆发冲突，逐渐形成安德烈·里戈（André Rigaud）为首的亲法派和杜桑·卢维杜尔统领的自治派两大派系。1800年，两派间的利刀之战如火如荼，圣多明戈分裂，其中里戈控制南部，其余地区都在卢维杜尔手中。为获取补给和军需，里戈的势力会攻击所有附近经过的非法国船只。
利刀之战期间，美国和法国爆发冲突并在加勒比地区展开规模有限的海战。1799年12月，美国海军“实验号”（USS Experiment）武装双桅纵帆船护送四艘商船上路，分别是“丹尼尔和玛丽号”（Daniel and Mary）双桅横帆船、“海花号”（Sea Flower）、“玛丽号”（Mary）及“华盛顿号”（Washington）双桅纵帆船，防止商船落入法国私掠者手中。1800年1月1日，莱奥甘湾戈纳夫岛（今海地附近）北岸近海风平浪静，在此停泊的美国船队被里戈的势力发现，里戈派出11艘武装驳船，准备攻击并抢夺美国船只。
美国商船只配有小口径火力，但护航的“实验号”实力强劲。该舰由威廉·马利（William Maley）掌舵，排水量135吨，配有12门六磅炮和70名船员。相比之下，里戈发起的第一波攻势有11艘武装驳船，其中每艘小船有40到50人，大船60至70人，每艘驳船需要26人划浆驱动。驳船配有回旋炮（Swivel gun）和四磅炮，大部分船上有两到三门炮和小口径火力。除前去攻击的船只外，附近还有更多驳船及人员，如有需要随时增援。里戈可以即时调动的驳船约有37艘，兵力约1500人，但美方船队对此毫不知情。虽然这些驳船单独行动时对护航船队威胁很小，但集体出动时就能轻易压制美方，一旦成功登船往往就意味着夺船成功。

## 交战

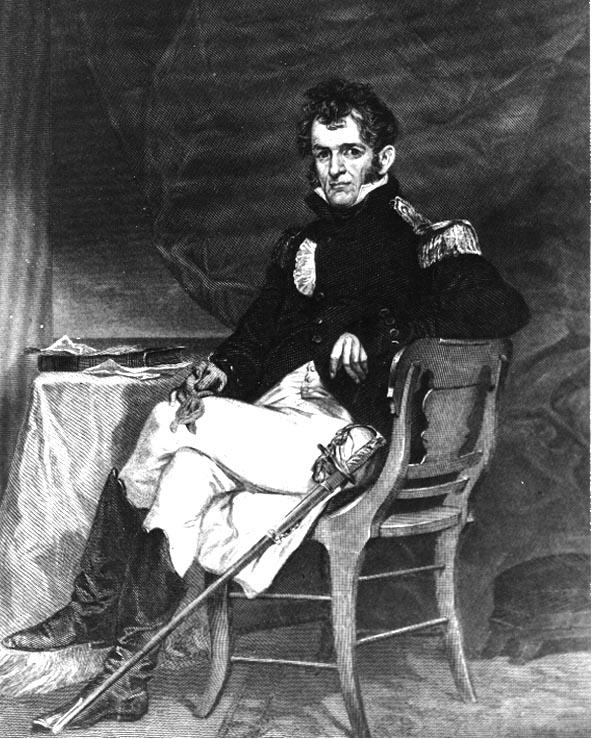
大卫·波特海军准将，阿隆佐·查佩尔1862年前创作

“实验号”关闭炮门，假扮成商船通过同时，海盗逐渐靠近，准备把五艘船全部拿下。海地人进入美方滑膛枪射程后先行开火，“实验号”马上还击，海盗在驳船受葡萄弹重创后被迫撤退。双方对峙约半小时后海地人将船开到附近的戈纳夫岛搁浅，让伤员下船并补充兵力。接下来海盗再度出击，驳船增多三艘，各船都有生力军。这次他们还分成三个四船小队，设定路线攻击“实验号”。前方和中部小队攻击美军战船两侧，后方小队袭击船尾。“实验号”此前休战期间已经安排火枪手就防御位，为主炮装弹并升起登船防御网，已经做好应对海盗卷土重来的准备。
“实验号”持续战斗三小时，击沉两艘驳船，打死大批海盗。与此同时，两艘驳船改道攻击美国商船。海盗把船开到“玛丽号”后方，所以“实验号”无法开火把他们击退。海地人登上“玛丽号”并杀死船长，许多船员跳进大海，其他人藏身货舱。另一艘驳船企图登上“丹尼尔和玛丽号”，但被“实验号”炮火击沉。海盗登上“玛丽号”后，“实验号”也向“玛丽号”发射葡萄弹，把敌人逼退。
海地船队再度撤回戈纳夫岛更换生力军。此时“丹尼尔和玛丽号”及“华盛顿号”已经逐渐飘离船队，被海盗定为攻击目标。两艘商船已经远离“实验号”保护范围，船员及乘客纷纷弃船逃上美军战船，海地人登船后又将其开到离“实验号”更远的位置。美军战船虽然能把敌船距离拉进到射程内，但无法追击，因为其他海盗船还在一旁虎视眈眈，一旦“实验号”远离就会向“玛丽号”和“海花号”下手。最终美军战船和两艘商船抵达莱奥甘，在此有美国领事保护。

## 影响
“实验号”顺利护送两艘商船抵达安全港口，但另外两艘被海盗劫走。美方只有“玛丽号”船长阵亡，另外两人受伤，其中一人是平民，另一人是“实验号”大副大卫·波特（David Porter），在战斗中被枪弹打中手臂。海地海盗损失至少两艘驳船（也有来源认为是三艘），还有大量人员伤亡。但是，里戈元气未损，同年就继续袭击行经此地的美国船只，直到利刀之战结束，杜桑·卢维杜尔将他赶下台为止。里戈后来逃到瓜德罗普，乘“黛安号”（Diane）准备前往法国，但船在1800年10月1日被“实验号”拦截，里戈被俘并带到圣基茨岛。
美国对此次战斗争议四起，多名军官指称“实验号”舰长马利海军中尉懦弱惧战。波特海军中尉声称，海盗刚一出现，马利就坚持要投降。还有说法称，马利对如此众多的敌人来袭感到绝望，甚至企图降旗投降。
军官的报告称赞波特主动取代消极悲观的马利，敦促船员积极战斗，救“实验号”及护航船队于水火。但是，美国驻莱奥甘领事战斗期间也在船上，他反对波特的指控，称赞马利的勇敢。部分官员一度威胁要把马利送上軍事法庭，但军方未就此事提出正式指控。1800年7月，查尔斯·斯图尔特（Charles Stewart）从马利手中接过“实验号”指挥权。此次事件一直是马利军旅生涯中的阴影，困扰他直到退休。

## 脚注
1. 1 2 3 4  Williams 2009，第111頁.
2. ↑  Allen 1909，第115頁.
3. 1 2 3  Palmer 1987，第165頁.
4. 1 2  Allen 1909，第139頁.
5. 1 2  Maclay 1906，第205頁.
6. 1 2  Allen 1909，第144頁.
7. ↑  Allen 1909，第140頁.
8. 1 2  Palmer 1987，第166頁.
9. 1 2  Allen 1909，第141頁.
10. ↑  Abbot 1886，第265頁.
11. ↑  Cooper 1847，第183頁.
12. ↑  Williams 2009，第112頁.
13. ↑  McMaster 1885，第521頁.
14. ↑  Allen 1909，第178頁.
15. ↑  Palmer 1987，第216–17頁.
16. ↑  Fitz-Enz 2012，第271頁.
17. ↑  Soley 1903，第7頁.
18. 1 2  Palmer 1987，第167頁.
19. ↑  Allen 1909，第148頁.